# Mawla
Mawlā (en árabe, مولى) es una palabra árabe habitualmente empleada en la actualidad como tratamiento honorífico en casos muy determinados, aunque históricamente tuvo también otros usos. Etimológicamente, procede del verbo ولي waliya, que significa «estar cerca de algo» o «estar vinculado a algo o a alguien». De ahí surgen sus dos significados principales: el de «cliente» o «protegido» (es decir, vinculado a otra persona por una relación clientelar) y el de «señor» o «persona principal», sobreentendiéndose la existencia de un vínculo con el soberano o el poder. Tiene varios usos y derivaciones:
- Maula: en varios periodos y lugares del mundo islámico se utilizó el término mawlā (plural mawālī) en su sentido original de persona vinculada a otra, es decir, de «cliente». En la Arabia preislámica se llamaba así a los no árabes adoptados por alguna tribu, y más adelante sirvió principalmente para designar a los esclavos libertos, unidos a sus antiguos dueños por una relación clientelar. Este es el sentido que tuvo en al-Ándalus, y por eso el término, castellanizado como maula, aparece en la historiografía española.

- Mawlay, Mulay o Muley. Seguido de un pronombre posesivo de primera persona, mawlā da lugar a la forma mawlāy, que en algunos lugares se pronuncia mūlāy (مولاي, «mi señor»), a veces castellanizada en muley. Este tratamiento se antepone en Marruecos —y se hacía en al-Ándalus— a los nombres de príncipes y sultanes (Muley Hacén. Francisco Núñez Muley).

- Mevlena. Seguido de un pronombre posesivo de primera persona del plural, da lugar a la forma mawlānā o mūlānā (مولانا, «nuestro señor»). En lengua turca esta forma árabe se ha transformado en mevlena, palabra con la que se designa a los maestros de algunas cofradías sufíes. Así llamaban, por ejemplo, los seguidores de Yalal al-Din Rumi a su maestro, y el tratamiento ha dado lugar al nombre que reciben hoy en día los miembros de esa cofradía: mevleví.

- Mulá. De mawla procede también la palabra persa mollā, que ha dado lugar al castellano mulá, usado en Asia central para referirse a líderes religiosos del islam, principalmente chií.[2]